# 魏尔廷根
魏尔廷根是德国巴伐利亚州的一个市镇。总面积24.02平方公里，总人口1385人，其中男性715人，女性670人（2011年12月31日），人口密度58人/平方公里。